# Rhinolophus kahuzi
Rhinolophus kahuzi (Kerbis Peterhans & Fahr, 2013) è un pipistrello della famiglia dei Rinolofidi endemico della Repubblica Democratica del Congo.

## Descrizione

### Dimensioni
Pipistrello di piccole dimensioni, con la lunghezza della testa e del corpo di 57 mm, la lunghezza dell'avambraccio di 54,5 mm, la lunghezza della coda di 24,1 mm, la lunghezza delle orecchie di 34,5 mm e un peso fino a 13 g.

### Aspetto
La pelliccia è lunga e alquanto lanosa. Le parti dorsali sono bruno-grigiastre scure, mentre le parti ventrali sono leggermente più chiare e grigiastre. Le orecchie sono grandi, con circa 11 pieghe cutanee nella parte interna del padiglione auricolare. La foglia nasale presenta una lancetta triangolare con la punta stretta, un processo connettivo poco sviluppato e una sella con l'estremità larga ed arrotondata. La porzione anteriore presenta un profondo incavo centrale alla base inferiore, una foglietta supplementare poco sviluppata dietro di essa ed è densamente ricoperta di peli. Le membrane alari sono bruno-grigiastre scure. La coda è lunga ed inclusa completamente nell'ampio uropatagio.

## Biologia

### Alimentazione
Si nutre di insetti.

## Distribuzione e habitat
Questa specie è conosciuta soltanto attraverso un maschio sub-adulto catturato nel 2007 sul Monte Kahuzi, nella Repubblica Democratica del Congo orientale.
Vive nelle foreste miste di Afrocarpus e Nuxia a circa 2.600 metri di altitudine.

## Conservazione
Questa specie, essendo stata scoperta solo recentemente, non è stata sottoposta ancora a nessun criterio di conservazione.